# Henryk Budziński
Henryk Budziński (født 29. november 1904, død 18. marts 1983 i Gdańsk) var en polsk roer, som vandt flere internationale medaljer i mellemkrigstiden.

## Rokarriere
Sammen med Janusz Mikołajczak var Budziński blandt Europas bedste i toer uden styrmand i slutningen af 1920'erne og begyndelsen af 1930'erne. Således fik duoen EM-sølv i 1929 og EM-guld i 1930, inden de i 1931 begge kom med i en polsk firer uden styrmand og det år vandt EM-sølv.
Budziński og Mikołajczak var tilbage i toeren ved OL 1932 i Los Angeles. Blot seks nationer var repræsenteret i denne disciplin ved legene, og polakkerne vandt deres indledende heat, hvilket var tilstrækkeligt til at sikre dem finaleplads. I finalen var briterne Hugh Edwards og Lewis Clive stærkest og vandt foran newzealænderne Fred Thompson og Bob Stiles, mens Budziński og Mikołajczak sikrede sig bronzemedaljerne et stykke bag de to forreste.

## Senere karriere
Budziński blev i 1933 rotræner.
Under anden verdenskrig blev han taget til fange af den røde hær, men senere overført til et tysk fængsel. Herfra lykkedes det ham at undslippe, hvorpå han deltog i Warszawa-opstanden. Efter krigen arbejdede han for et byggefirma i Gdańsk.